# Waylon Jennings
Waylon Arnold Jennings (15. lipnja 1937. – 13. veljače 2002.), američki country pjevač,  i skladatelj.
Rodio se u mjestu Littlefield, u Teksasu, od majke Lorene i oca Williama. Gitara mu postaje prijateljica već u 8. godini kada ga otac nešto malo podučava, ali je Waylon bio samouki gitarist.
Prvi sastav osniva s 10 godina života.
Kroz adolescenciju radio je kao radijski DJ, a od srednje škole je odustao da bi se posvetio glazbenoj karijeri.
Prvo odlazi u Phoenix, Arizona gdje ima nekoliko pjesma koje mu donose fanove. 
Kasnije stvara i jedinstveni zvuk, a osim countrya, svirao je i druge vrste glazbe.
Dobar prijatelj bio mu je legendarni Willie Nelson, također Teksašanin s kojim je svirao u sastavu i snimio mnogo dueta na albumima. Zajedno su stvorili prvi platinasti album u povijesti countrya.
Tijekom 1970-ih povezivan je s pokretom "odmetnutih" country umjetnika, ljudima koji nisu htjeli pristati na uvjete i zvuk u tadašnjem Nashvilleu.
Jedan napad hepatitisa 1972. gotovo ga je ubio, a kasnije će mu probleme zadavati srčani udari, dijabetes i kokain, o kojem je bio ovisan i koji ga je doveo do bankrota.
Ženio se 4 puta i imao dva sina.
Nagrađivan je kako nagradom Grammy, tako i nagradama iz country žanra.
Bavio se i glumom, pa je pripovijedao razne serije, posuđivao glas ili se pojavljivao kao poseban gost.
Dijabetes ga je izmučio do te mjere da su mu morali amputirati lijevo stopalo. Umro je u 64. godini od komplikacija vezanih za dijabetes.
Pokopan je u mjestu Mesa, Arizona.
Dobri prijatelji bili su mu Buddy Holly i Johnny Cash.